# Harworth
Harworth est une petite ville minière située à 13 km au Nord de Worksop dans le district non-métropolitain de Bassetlaw, dans le Nottinghamshire, en Angleterre. Elle forme avec sa voisine Bircotes la paroisse civile de Harworth et Bircotes. 

## Personnalité liée à Harworth
Le champion du monde de cyclisme 1965 Tom Simpson y a commencé sa carrière cycliste et y est enterré depuis sa mort sur le mont Ventoux en 1967. Un petit musée lui est consacré depuis 2001.